# Baie de Waquoit

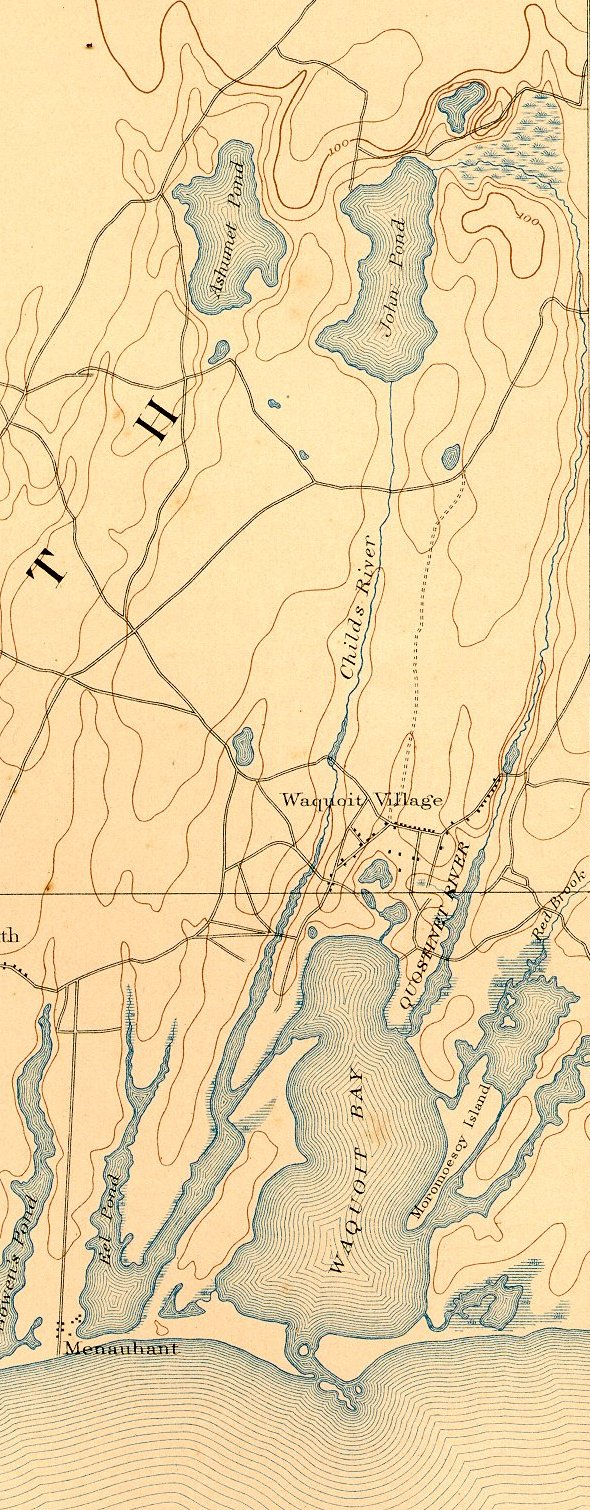
La baie de Waquoit et ses environs.

La baie de Waquoit est une petite baie, fermée à marée basse, sur la côte sud de Cap Cod dans l'état américain du Massachusetts. La baie est connectée au détroit de Nantucket et sépare les villes de Mashpee et Falmouth. 
Au début des années 1960, le chercheur Johannes Kr. Tornöe suggéra que la baie peu profonde pourrait être le site de Leifsbudir (ou Leifsbuðir) (les maisons ou les cabines de Leif), le site tant recherché de la colonie viking de Vinland d'après la Grœnlendinga saga.